# Futóáramlat
A futóáramlat egy viszonylag keskeny csík egy bolygó felső légkörében, ahol nagy sebességgel áramlik a légkör. A Földön nagy hatással van a felszíni meteorológia alakulására a szubtropikus és a poláris áramláson keresztül. A futóáramlat többnyire több ezer kilométer hosszúságú, több száz kilométer szélességű, több km vastagságú levegőréteg. A felső troposzférában és az alsó sztratoszférában helyezkednek el, gyakran a tropopauza környékén.
A Föld esetén a futóáramlatok jellemző sebessége 160–320 km/h, ami elérheti a 656 km/h sebességet is. Más bolygókon a sebesség sokkal nagyobb lehet, például a Jupiteren, a Szaturnuszon vagy a Neptunuszon elérheti az 1400 km/h-t.

## A légköri folyó
A futóáramlat egy speciális fajtája a légköri folyó, ami onnan kapta a nevét, hogy nagy mennyiségű vízpárát szállít, ami a Föld össz vízáramlásának 22%-át jelenti, egyes régiókban (Észak-Amerika nyugati és keleti partjai; Délkelet-Ázsia és Új-Zéland) ez meghaladhatja az 50%-ot is. A légköri folyó többnyire rövid ideig létezik, de hatása nagyszabású: évente 300 millió embert érintenek a légköri folyók közreműködésével létrejövő áradások, illetve aszályok. Ezt évente mindössze féltucat légköri folyó okozza. Haladásuk a közepes szélességi fokoknál kezdődik és nagyjából a sarkok, illetve a szárazföldek felé irányul.